# Érik Comas
Érik Gilbert Comas (Romans-sur-Isère, 28 de setembro de 1963) é um ex-automobilista francês de Fórmula 1.

## Início
Comas foi campeão da Fórmula 3 francesa em 1988 e depois campeão da Fórmula 3000 em 1990, depois de somar o mesmo número de pontos que Jean Alesi em 1989, mas perdendo em uma recontagem de posições.

## Carreira na F-1
Participou de 63 grandes prêmios (largou em 59) em 4 temporadas, nas equipes Ligier e Larrousse, estreando em 10 de março de 1991, no GP dos EUA. Ele somou um total de sete pontos no campeonato, tendo como melhor resultado o quinto lugar no GP da França de 1992.
Ele chegou a testar o carro da DAMS, equipe chefiada pelo seu compatriota Arnoux, que planejava entrar na Fórmula 1 em 1996, mas problemas financeiros fizeram a equipe ficar apenas na fase de testes iniciais .

## Passagem por outras categorias

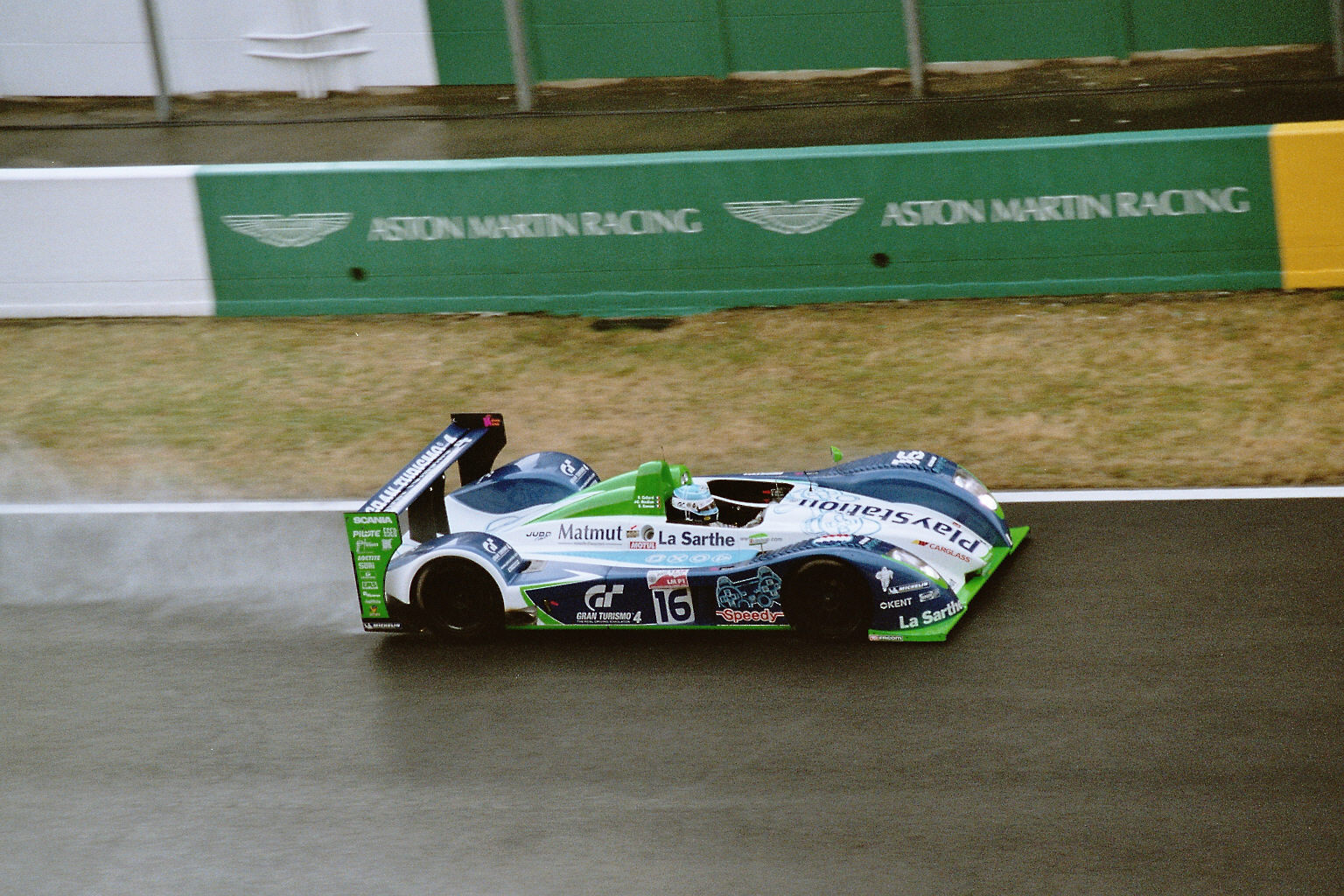
Érik Comas nas 24 Horas de Le Mans, em 2005.

Depois de encerrar uma carreira sem sucesso na F1 no final da temporada de 1994, ele foi para o Japão disputar a All-Japan Grand Touring Car Championship (JGTC), a principal série de corridas do Japão. Logo de início, ele ganhou o título da divisão GT500 em 1998 e 1999, e ficou com o vice-campeonato em 2000, todos os três anos pilotando para a Nissan. No final da temporada de 2003 (ele deixou a equipe Nismo em 2002 para atuar pela equipe Toyota no ano seguinte) ele foi o piloto de maior sucesso na história da série com a maior soma de pontos já conquistados por um único piloto. Isto só foi superado por outro piloto da Nismo, Satoshi Motoyama, futuro campeão da GT500 e da Fórmula Nippon.
Depois de uma satisfatória participação com a Toyota, disputou as temporadas de 2004/05 com a equipe Hasemi Sport, de Masahiro Hasemi (também ex-piloto de F-1), pilotando um Nissan 350Z no GT500, incluindo a única vitória da equipe (com o co-piloto Toshihiro Kaneishi) na noite de 18 de dezembro de 2004 na corrida de exibição "All-Star 200" do traçado combinado oval/retas da California Speedway depois que os vencedores não oficiais foram penalizados com 60 segundos do seu tempo final na chegada devido a uma infração. Infelizmente, a corrida não somou pontos e não serviu para registro de vitórias para os pilotos e equipes.
Ele ainda correu em 2006 na temporada do campeonato Super GT (antiga JGTC) para Masahiko Kondo, ex-piloto da JGTC e proprietário da equipe das 24 Horas de Le Mans, em um Nissan 350Z. Ele também participou de ralis, competindo em vários eventos ao redor do mundo. Durante isso, ele também criou o Comas Racing Management (CRM), uma empresa voltada para a administração e desenvolvimento de jovens pilotos, principalmente no seu país de origem.
Na quinta corrida da temporada de Sportsland Sugo, Comas foi substituído pelo piloto Seiji Ara, quando a página da CRM alegou que o francês estava com "problemas de saúde". Depois de retornar a Pokka 1000 km, em 5 de setembro de 2006, Érik anunciou em seu website que por motivo de saúde, ele não competiria nas últimas três corridas da temporada.
Comas, que chegou a interromper sua carreira de piloto ainda em 2006, por problemas de saúde, ficou conhecido por não usar um visor colorido, preferindo usar um óculos de sol sob o visor. Seu filho, Anthony Comas, chegou a competir na série britânica de Fórmula BMW pela Carlin Motorsport.

## O acidente na Bélgica e a falha em San Marino
Em sua curta carreira na F-1, Comas ficou marcado por dois incidentes: nos treinos de sexta-feira (28 de agosto) para o GP da Bélgica de 1992, sua Ligier JS39 vinha em volta rápida quando perdeu o controle subitamente na curva Blanchimont e bateu com força. Ao ver o piloto desmaiado, o brasileiro Ayrton Senna, da McLaren, que também vinha em sua volta rápida, parou o carro, desceu do cockpit, correu em direção ao Ligier e encontrou Comas desmaiado dentro do monoposto. O tricampeão mundial segurou a cabeça de Comas até a chegada da equipe médica. Tempos depois, Comas em entrevista disse que Ayrton Senna havia lhe salvado a vida, já que no momento em que ele o socorria, Senna desligou o carro, o qual estava vazando combustível do motor, e que poderia causar uma explosão.
Dois anos depois, os papeis se inverteram, desta vez no fatídico GP de San Marino de 1994. Ayrton Senna, agora na Williams, bate o carro na curva Tamburello e não volta a sair do carro de forma consciente. Comas, que competia pela Larrousse e havia feito um pit stop durante a passagem do safety car depois de uma colisão com Éric Bernard, da Ligier, Érik Comas disse que por uma série de falhas de comunicações entre a equipe e a direção da prova manteve seu carro na pista, o francês freou bruscamente, e ao ver o brasileiro sendo socorrido pelos médicos, ficando assustado com a cena decidiu abandonar a prova , pois tinha certeza do que havia acontecido.

## Resultados de Erik Comas na Fórmula 1
(legenda)
| Ano  | Nome Oficial da Equipe | Chassis        | Motor                | 1         | 2         | 3         | 4         | 5         | 6         | 7         | 8         | 9         | 10        | 11        | 12        | 13        | 14        | 15        | 16        | Pontos | Posição  |
| ---- | ---------------------- | -------------- | -------------------- | --------- | --------- | --------- | --------- | --------- | --------- | --------- | --------- | --------- | --------- | --------- | --------- | --------- | --------- | --------- | --------- | ------ | -------- |
| 1991 | Ligier Gitanes         | Ligier JS35    | Lamborghini 3512 V12 | USA NQ G  | BRA 10º G | SMR 10º G | MON 10º G | CAN 8º G  | MEX NQ G  |           |           |           |           |           |           |           |           |           |           | 0      | NC (29º) |
| 1991 | Ligier Gitanes         | Ligier JS35B   | Lamborghini 3512 V12 |           |           |           |           |           |           | FRA 11º G | GBR NQ G  | GER Ret G | HUN 10º G | BEL Ret G | ITA 11º G | POR 11º G | ESP Ret G | JAP Ret G | AUS 18º G | 0      | NC (29º) |
| 1992 | Ligier Gitanes Blondes | Ligier JS37    | Renault RS3C V10     | RSA 7º G  | MEX 10º G | BRA Ret G | ESP Ret G | SMR 9º G  | MON 10º G | CAN 6º G  | FRA 5º G  | GBR 8º G  | GER 6º G  | HUN Ret G | BEL NQ G  | ITA Ret G | POR Ret G | JAP Ret G | AUS Ret G | 4      | 11º      |
| 1993 | Larrousse F1           | Larrousse LH93 | Lamborghini 3512 V12 | RSA Ret G | BRA 10º G | EUR 9º G  | SMR Ret G | ESP 9º G  | MON Ret G | CAN 8º G  | FRA 16º G | GBR Ret G | GER Ret G | HUN Ret G | BEL Ret G | ITA 6º G  | POR 11º G | JAP Ret G | AUS 12º G | 1      | 21º      |
| 1994 | Tourtel Larrousse F1   | Larrousse LH94 | Ford HB V8           | BRA 9º G  | PAC 6º G  | SMR Ret G | MON 10º G | ESP Ret G | CAN Ret G | FRA 11º G | GBR Ret G | GER 6º G  | HUN 8º G  | BEL Ret G | ITA 8º G  | POR Ret G | EUR Ret G | JAP 9º G  | AUS       | 2      | 23º      |

## Curiosidade
A melhor posição de chegada de Comas na F-1 foi um quinto lugar no GP da França de 1992, quando corria na Ligier. Os outros cinco pontos somados por ele foram frutos de cinco sextos lugares.

## Vida pessoal
Em 2018 Erik Comas se casou com Raffaella Serra. Para comemorar a união, o casal produziu um video divertido no qual estão conduzindo um Lancia Stratos rebocando um trailer.